# 徴税請負制
徴税請負制（ちょうぜいうけおいせい）とは、国家による徴税の形態の一種で、国家が民間人である徴税請負人に徴税を付託する方式である。ローマ帝国や、オスマン帝国をはじめとしたイスラーム世界で実施された。かつての中国においても類似の制度が存在していた。

## 概要
徴税請負制は、国家が民間人との間で徴税を委託する契約を結ぶことで成立し、委託された民間人は「徴税請負人」と称される。国家は、徴税請負制の導入によって、徴税手続きの簡素化と低予算化を行うことができ、メリットが得られる。その一方で、徴税請負人は、自身の利益獲得を図るために被課税者である民衆に対し、しばしば必要以上の課税を行った。そのため、絶対王政から離反する近代化の過程で、民衆の徴税請負制に対する反発が強まり、今日では徴税請負制は原則廃止されている。

## 歴史
徴税請負制は古代ローマに端を発し、絶対王政下のヨーロッパなどでも受け入れられた。

### ヨーロッパ

#### 古代ローマ
共和制後期の古代ローマは、その強大な軍事力をもって支配領域を急速に拡大させていたため、官僚機構の整備が遅れていた。また、支配領域によって多様な徴税方式が存在していた。そのような状況の中、中央政府が統一的な税制度をすべての地域に敷くことは難しく、「プブリカニ」と呼ばれる徴税請負人が広く活動していた。属州の徴税請負権については入札によって決定されるため、資本の多い者がこの権利を獲得していた。徴税請負人は属州に住む民衆から多大な金額を税金として搾取し、エクイテスと呼ばれる騎士身分を構成した。しかし、属州からの搾取による弊害を重くみたユリウス・カエサル（前100年 - 前44年）は徴税請負に対して制限を加え、帝政時代に入ると、地租や人頭税は都市の当局など政府の役人に徴税権が移された。関税やアウグストゥス帝（在位 前27年 - 14年）が創始した相続税については、徴税請負人による徴税が続いていたが、ネロ帝（在位 54年 - 63年）のころにはこれらの税においても政府による直接的な徴税へと徴税方法が変容した。

#### スペイン
14世紀から15世紀にかけて、スペインではペストが流行し、人口減少や内乱の増加がみられた。そのような状況下で、キリスト教徒のユダヤ人に対する印象は格段に悪化し、「高利貸しや徴税請負によってキリスト教徒を苦しめる、非道な存在」とされた。

#### フランス
絶対王政が隆盛していた近世ヨーロッパでは、国家は徴税請負人に契約金を先払いさせ、その契約金は借入金として国家の大きな収入源になっていた。たとえば絶対王政期のフランスは、徴税請負制をさしあたりの資金調達の手段として実際に利用していた。そのため当時の政府は、ある徴税請負人と契約中であっても、良い貸し付けの条件を提示する別の徴税請負人が現れれば、そちらに契約を乗り換えることもあった。また、徴税請負に際して発生する、徴税能力の限界など諸問題に対しても、政府は対症療法的にしのいでいた。対処の方法としては、契約額の割引や、徴税請負人が負担する費用の補助があった。もとより国家の経費の削減が徴税請負のメリットであったが、結果として、徴税請負人に対する補助や、借り入れに対する利子の支払いで国家の出費が嵩む結果となった。いっぽう、それは徴税請負人側の資本の蓄積を意味し、彼らは会社組織を形成して外部の投資を仰いだ。
17世紀のフランスでは、徴税請負人は「トレタン」や「パルチザン」といった蔑称で呼ばれ、民衆による蔑視の対象となり、その社会的身分の低さが強調された。しかし実際は、官職購入や貴族との結婚を通して、その社会的身分を上昇させていった。そしてジャン＝バティスト・コルベールが些少な請負の統合を試みた結果、徴税請負人は、国家への多額の貸付と請負人手形を用いた決済や貸付を通して、国家との関係をより強固にしていった。しかし、これは国家の債務の蓄積をも意味し、民衆による反租税運動のたびに「請負人なしの国家万歳」が叫ばれた。
18世紀後半になると、いよいよ徴税請負の利点が失せていったものの、国家と徴税請負人とが相互に依存していたため、政治体制の変革なしには徴税請負制が廃れていくことはなかった。最終的には、絶対王政の退潮とともに、徴税請負も終焉を迎えた。1794年には、化学者であり徴税請負人であったアントワーヌ・ラヴォアジエが処刑されている。

#### イギリス
イギリスにおいても、絶対王政期には徴税請負制が実施されていたが、イギリス革命を経て、国家による直接の徴税となった。特に1660年の王政復古から1688年の名誉革命にかけての期間に、もっとも徴税請負制が盛んに行われていたという。なお、徴税請負制廃止後も、その徴税機構の効率性は、議会政治によって継承されていった。

#### プロイセン
民間資本の発展が遅れたプロイセン王国においては、官僚機構の効率性が高かったため、徴税請負制を実施せず、国家が直接徴税を行っていた。しかし国王フリードリヒ2世（大王）は、七年戦争を機に、フランスの徴税請負人を利用して徴税請負制の導入を行った。七年戦争を通して、プロイセンは他国を圧倒したが、借金財政とまでいかなくとも、かなりの財政的負担を強いられていた。そのため、レガーリエン収入増収のための林野収入および塩収入の増収と同時に、徴税請負制が重視されたのである。当時、とくに消費税（アクチーゼ）が、財政再建の要として重要視されており、彼らは関税や消費税の徴収を担った。この「フランス型徴税請負制」により国家の税収は増大していったが、租税の厳しい取り立てに起因して民衆の反感を買い、民衆からは「吸血鬼」と呼ばれた。結局、フリードリヒ2世の死後に徴税請負制は廃止され、国家が直接徴税する体制となった。
なお柳川平太郎は、フリードリヒ2世が「フランス型徴税請負制を導入した」という解釈に対して疑問を呈している。実際、プロイセンが1765年末に招聘し、1766年1月15日に国王と会談したフランス人、マルクス・アントニウス・ド・ラ・ヘイ・ド・ロネは、徴税請負制よりも官吏による徴税を行うべきと意見している。結果として、ロネら指導により、1766年6月、「アクチーゼ関税中央管理局」（フランス人レジー）が発足しているのだが、この組織の官吏のうちフランス人は1割程度であったとされるうえ、1772年にはフランス人の恣意性を抑える目的で官僚制的な組織になっていったとされるゆえに、この徴税制度が「フランス型徴税請負制」とは一概にいえないのである。

### 中国
中国において徴税請負制が正式に施行されたことはない。主に明朝で施行されていた里甲制の下では、行政の末端組織となる村落機構の役員である里長や里正や、租税徴納を担当した糧長が、税収確保に奔走し、ときには私腹を肥やすこともあった。しかし彼らに関しては、そういった私服を肥やす行為が認められていたわけではなく、正規に徴税するだけでも、彼らが損失を被ることさえあったとされている。実際、一部史料からは、里長に就任したがゆえに破産した例も見いだされる。よって、彼らは徴税請負人とは性質を異にするといえる。
また明末から清初にかけては、租税の納税は直接行うものとされていたが、わずかな納税のために県庁まで赴く手間が敬遠され、「包攬」という納税代行者が存在した。直接納税を定める政府は包攬に対して禁令を発したものの、包攬の流行は続いた。しかし、この包攬についてはあくまでも「納税代行」の性格が強く、徴税請負制とは性質を異にする。

### オスマン帝国
16世紀末までのオスマン帝国では、征服地の徴税権をスィパーヒーに分与してそれを給与とするティマール制が広く実施されていた。しかし、人口増加やインフレーションなどの理由から、同時期に徴税請負制が代わって台頭した。17世紀になると徴税請負制は普及しはじめ、18世紀ごろには帝国全土において普及するに至った。17世紀末までは、徴税請負人には1年から3年の短期の徴税請負権が与えられていたが、1695年以降は、徴税請負権の保持期間を終身とする「終身徴税請負制」が部分的に導入された。
概して、徴税請負制はイスタンブール、ダマスカス、カイロといった大都市において行われた競売によって与えられていたから、徴税請負権を獲得できるのは、大都市に居住する官僚やウラマーなど身分の高い者に限られた。しかし、これらの人々は実際徴税する能力を持っていなかったため、地方の有力者であるアーヤーンに下請けしていた。その後、帝国の近代化改革であるタンジマートの下、税収増加を目的として、中央政府が直接徴税を行う徴税方式の導入が進められたが失敗し、1922年の帝国滅亡に至るまで、徴税請負制は部分的に残存していた。